# Heswall
Heswall – miasto położone na półwyspie Wirral, w części należącej do jednostki administracyjnej Wirral w hrabstwie Merseyside, w północno-zachodniej części Wielkiej Brytanii. W 2001 roku miasto liczyło 7750 mieszkańców.
Heswall położone jest na piaskowcowych wzgórzach, na wschodnim wybrzeżu estuarium rzeki Dee. W północnej części miasta, na stokach wzgórz leży Heswall Dales, obszar suchych wrzosowisk, objęty ochroną w ramach SSSI.
Heswall jest wymienione w Domesday Book, pod nazwą Eswelle.